# Gilda
Gilda is een Amerikaanse film noir uit 1946 onder regie van Charles Vidor. Rita Hayworth speelt een femme fatale en in een bekende scène doet ze een strip-tease waarin de kijker haar enkel haar handschoenen ziet uittrekken.

## Verhaal
“You have no idea how faithful and obedient I can be - for a nice salary.” - Glenn Ford in Gilda 
Johnny Farrell (Glenn Ford), een Amerikaanse gokker op zoek naar geluk in Argentinië, komt op een avond in een schimmig deel van Buenos Aires in de problemen tijdens een dobbelspel. Een mysterieuze man, naar later blijkt casino-eigenaar en oud oorlogscrimineel Ballin Mundson (George Macready), komt hem te hulp en redt hem uit zijn benarde situatie. De twee mannen sluiten onmiddellijk vriendschap met een enigszins erotische ondertoon en Ballin benoemt Johnny al gauw tot zijn rechterhand. Dan op een dag keert Ballin terug van een reis met de aantrekkelijke Gilda (Rita Hayworth), met wie Ballin onlangs blijkt te zijn getrouwd. Gilda is een ex-geliefde van Johnny. Er ontspint zich een ingewikkelde driehoeksrelatie, waarbij niets lijkt op wat het is en Ballin de trouw van zijn kersverse bruid en 'vriend' nadrukkelijk op de proef stelt. Haat en liefde blijken onlosmakelijk met elkaar verbonden en leiden na diverse spannende plotwendingen tot een prachtige climax.

## Rolverdeling
| Acteur          | Personage                  |
| --------------- | -------------------------- |
| Rita Hayworth   | Gilda Mundson Farrell      |
| Glenn Ford      | Johnny Farrell / Verteller |
| George Macready | Ballin Mundson             |
| Joseph Calleia  | Maurice Obregon            |
| Steven Geray    | Oom Pio                    |
| Joe Sawyer      | Casey                      |
| Gerald Moher    | Kapitein Delgado           |
| Mark Roberts    | Gabe Evans                 |
| Ludwig Donath   | Duitser                    |
| Donald Douglas  | Thomas Langford            |